# Edgar Sarton-Saretzki
Edgar Sarton-Saretzki (* 10. Mai 1922 in Limburg an der Lahn; † 2. April 2017) war ein deutschstämmiger Journalist, Diplomat und Autor deutscher und kanadischer Staatsangehörigkeit.

## Private und berufliche Entwicklung

### Kindheit und Schulzeit
Sarton-Saretzki wurde als einziges Kind des Tenors und jüdischen Kantors Nathan Saretzki (1887–1944) und seiner Ehefrau Emmy (1890–1944) geboren. In Frankfurt am Main, wohin die junge Familie im Jahr seiner Geburt gezogen war, besuchte er die Holzhausenschule im Stadtteil Westend, bevor er 1932 zum humanistischen Lessing-Gymnasium wechselte. Dort war auch sein Vater bis zu diesem Jahr als Lehrer für jüdische Religion eingesetzt.
1933 wurde er für längere Zeit im Infektionsgebäude des Krankenhauses der Israelitischen Gemeinde in der Gagernstraße 36 wegen Diphtherie behandelt, die beinahe völlige Isolation war für ihn schwer zu ertragen.
Nach der Machtübernahme der Nationalsozialisten musste er 1934 in eine jüdische Schule wechseln. Bis zum Frühjahr 1939 besuchte er daher das liberale Philanthropin, eine Reform-Realschule der Jüdischen Gemeinde Frankfurts in der Hebelstraße 17.

### Emigration und Internierung
Wenige Monate nach den Pogromen vom 9. November 1938, bei denen er in seinem direkten Wohnumfeld Zeuge physischer Gewalt wurde, gelangte er im April 1939 als Sechzehnjähriger ohne Begleitung über die Niederlande nach Großbritannien. Wegen der von den Nationalsozialisten betriebenen Ausgrenzung und Vertreibung im Deutschen Reich hatte er sich um eine Möglichkeit zur Flucht aus Deutschland bemüht. Als Schüler in Frankfurt am Main hatte er die Diskriminierung und Entrechtung des jüdischen Teils der deutschen Bevölkerung hautnah miterleben müssen. An der deutsch-niederländischen Grenze bei Emmerich wurde er von einem SS-Angehörigen kontrolliert, sein deutscher Pass wurde wortlos abgestempelt. Als er sich schon sicher im Nachbarland glaubte, drohte der niederländische Zugführer damit, ihn, den minderjährigen Juden, wieder über die Grenze zurück ins Deutsche Reich abzuschieben. In Arnheim traf er sich mit seiner Frankfurter Freundin Aenne, die zwischenzeitlich ein niederländisches Internat besuchte.
In der britischen Hauptstadt London musste er sich zunächst in einem verrufenen Viertel durchschlagen, wo er sich erstmals mit der Realität der britischen Klassengesellschaft konfrontiert sah. Dann aber bekam er durch die Vermittlung einer jüdischen Hilfsorganisation die Chance, als Trainee bei einer Tochterfirma von Marks & Spencer tätig zu werden, in einer Textilfabrik in Leicester. Dort war er der einzige „foreigner“ (Ausländer) unter tausenden Beschäftigten. Die sich für ihn trotz der britischen Kriegserklärung vom 3. September 1939 gegenüber dem Deutschen Reich durch die Arbeitsmöglichkeit etwas normalisierende Lebenssituation kippte, als die deutsche Wehrmacht im Mai 1940 in Frankreich einfiel und die Briten die französische Armee an der Front aktiv unterstützten. Als feindlicher Ausländer wurde er ungeachtet seines Status als verfolgter Jude von den Briten als „prisoner of war“ (POW = Kriegsgefangener) interniert und schließlich per Schiff über den Atlantik nach Kanada gebracht. Hinter Stacheldraht fand er dort einen Querschnitt der deutschen Gesellschaft wieder.

### Berufliche Entwicklung
Im Internierungslager arbeitete er u. a. als Holzfäller und Transportarbeiter. Nach Kriegsende erhielt er 1946 die kanadische Staatsbürgerschaft sieben Jahre nach seiner Flucht aus Frankfurt. Er arbeitete als Hörfunk- und Fernsehjournalist und trat schließlich in den diplomatischen Dienst Kanadas ein. Als Europadirektor vertrat er die kanadische Provinz Alberta. Seine berufliche Karriere fand ihren Abschluss als Botschaftsrat für Investment an der Kanadischen Botschaft in der bundesdeutschen Hauptstadt Bonn. In Deutschland wurde er ein Gastredner an Hochschulen, etwa zu seinen Jugenderfahrungen im Deutschen Reich der 1930er Jahre oder über den kanadischen Kommunikationswissenschaftler Marshall McLuhan. Die Lehrredaktion des Instituts für Journalistik der Technischen Universität Dortmund fertigte ein Fernsehportrait von ihm.

### Aufarbeitung
Sarton-Saretzki veröffentlichte schließlich 1998 ein autobiographisches Werk, das die ersten Jahre seiner Emigration von Frankfurt am Main über die Niederlande nach Großbritannien und Kanada beschreibt.
Nach einem Vortrag, den er 1997 bei einem Erzählcafe des Instituts für Stadtgeschichte im Philanthropin in Frankfurt hielt, meldeten sich die Kinder der ehemaligen Hausangestellten seiner Eltern bei ihm und übergaben ihm Notenbände, die der Vater aus der während der Pogrome vom 9. November 1938 brennenden Hauptsynagoge Frankfurts gerettet und ihnen vor seiner Deportation zur Aufbewahrung übergeben hatte. Dabei handelte es sich um Partituren namhafter jüdischer Komponisten und handschriftliche Anmerkungen zum synagogalen Ritus der liberalen jüdischen Liturgie. Deren Einzigartigkeit stellte sich rasch heraus, waren doch die meisten Unterlagen jener Zeit durch Nationalsozialismus und Kriegseinflüsse verloren gegangen. Im Jahr 2000 übergab Sarton-Saretzki die Noten und Notizen dem Europäischen Zentrum für jüdische Musik in Hannover, wo die Sammlung als Oberkantor-Nathan-Saretzki-Stiftung für die Forschung bewahrt wird, Listen der Dokumente befinden sich auch im Historischen Museum und im Institut für Stadtgeschichte von Frankfurt am Main.
Edgar Sarton-Saretzki lebte zuletzt in Frankfurt, in der Nähe zum letzten Wohnsitz seiner Eltern in der Lersnerstraße.

„Es gibt keinen Tag, wo ich nicht an meine Eltern in Auschwitz denke.“

## Stolpersteine
Im Jahr 2005 hielt er anlässlich der Verlegung des 100. Stolpersteines in Frankfurt am Main für seinen Vater Nathan, seine Mutter Emmy und seine Großmutter Rosa Ullmann eine kurze Ansprache, in der er seine persönlichen Erfahrungen von damals mit seinen heutigen Eindrücken vereinte.

„Diese Steine, eingefügt in die ganz gewöhnliche Struktur der Straße, wiegen für mich mehr, als die Grandiosität so mancher, dem Gedenken gewidmeten Stätte.“

## Werk
- Beratende Funktion für den Dokumentarfilm „Memorandum“ (1966) von Donald Brittain des kanadischen Fernsehens über den Auschwitz-Prozess in Frankfurt am Main[18][19]
- Edgar Sarton Saretzki: Auf Sie haben wir gewartet... Hg. Ute Daub. CoCon-Verlag, Hanau 1997, ISBN 3-928100-55-6